# Soultz-Haut-Rhin
Soultz-Haut-Rhin település Franciaországban, Haut-Rhin megyében. Lakosainak száma 7019 fő (2022. január 1.). Soultz-Haut-Rhin Issenheim, Raedersheim, Bollwiller, Berrwiller, Hartmannswiller, Wuenheim, Jungholtz, Guebwiller, Lautenbachzell, Geishouse, Murbach, Goldbach-Altenbach, Willer-sur-Thur, Wattwiller, Rimbachzell és Rimbach-près-Guebwiller községekkel határos.

## Népesség
A település népessége az elmúlt években az alábbi módon változott:
| Lakosok száma | 7201 | 7150 | 7247 | 7072 | 7058 | 7048 | 7033 | 7027 | 7019 |
|               | 2013 | 2015 | 2016 | 2017 | 2018 | 2019 | 2020 | 2021 | 2022 |

## Híres szülöttjei
- Bernard Genghini (1958–) Európa-bajnok labdarúgó